# حب (مجموعة شعرية، 1973)
حب، مجموعة شعرية من مؤلفات الشاعرة والكاتبة العربية السورية غادة السمان، صدرت في عام 1973، عن دار الآداب في بيروت، لبنان.